# Laplander
LAPLander (abreviación de "Light Airbag Protected Lander") es un prototipo de sonda espacial prevista para llevar a cabo mediciones en la ionosfera. La misión de este prototipo es evaluar la dinámica de vuelo, como ejemplo el rendimiento del paracaídas, de una caída libre desde la frontera con el espacio. También serán evaluados los sistemas de protección contra el impacto al aterrizaje y de recuperación de la sonda. Como indica su nombre, el sistema de recuperación está basado en airbags que sirven al mismo tiempo para frenar la sonda durante la caída libre y para amortiguar el golpe al aterrizar. La versión futura de LAPLander permitirá mediciones simultáneas en diferentes puntos del espacio, lo cual será de gran ayuda para la investigación de procesos complejos en la ionosfera que contribuyen a la formación de las Auroras Boreales y provocan interferencias en la comunicación por satélite.

## El vuelo Rexus
LAPLander ha sido seleccionado por el programa Rexus y será lanzado al espacio en por un cohete-sonda desde la base de lanzamiento Esrange Space Center en las afueras de Kiruna, en el corazón de la Laponia sueca, en marzo de 2010. Rexus es un cohete no guiado, estabilizado mediante espín y propulsado por el motor Improved Orion que llevará la carga útil hasta un apogeo de 100 km. El programa es patrocinado por la Agencia Espacial Sueca (SNSB) y la Agencia Aeroespacial Alemana (DLR), con la colaboración de la Agencia Espacial Europea (ESA).

## Características del vuelo
A fin de deducir las características del vuelo, LAPLander medirá y memorizará los siguientes parámetros:
- Aceleración en 3 dimensiones
- Velocidad de rotación en 3D
- Campo magnético en 3D
- Temperatura en varios puntos de la sonda
- Datos GPS Raw

Esto último es resultado de una colaboración con la Universidad de Cornell, Nueva York, Estados Unidos. El instrumento es un novedoso sistema GPS miniaturizado, que contrariamente a un GPS común, es capaz de determinar la actitud, es decir la velocidad de rotación. Esta se obtiene midiendo la diferencia de fase entre la señal GPS entre dos antenas.

## Desarrollo
El desarrollo de la sonda espacial LAPLander comenzó en 2008 en el Alfvén Laboratory, Universidad Tecnológica Real en Estocolmo, Suecia.

### El equipo LAPLander
El equipo que ha llevado a cabo este proyecto está formado por las siguientes personas:

Supervisión general:
- Dr. Nickolay Ivchenko, Supervisor, Sweden
- Torbjörn Sundberg, Team leader, PhD Student, Sweden

Aspectos mecánicos y aerodinámicos:
- Matías Wartelski, MSc en Ingeniería Aeroespacial (estudiante), España
- Christian Westlund, MSc en Ingeniería Aeroespacial (estudiante), Suecia
- Li Xin, MSc en Ingeniería Aeroespacial (estudiante), China
- Erik Sund, MSc en Ingeniería Aeroespacial (estudiante), Suecia
- Patrik Ahlen, MSc en Ingeniería Aeroespacial (estudiante), Suecia

Aspectos electrónicos y de telecomunicaciones:
- Malin Gustafsson, MSc en Ingeniería Electrónica (estudiante), Suecia
- Joakim Sandström, MSc en Ingeniería Electrónica (estudiante), Suecia
- Oliver Neuner, MSc en Electrofísica (estudiante), Alemania
- Christian Jonsson, MSc en Ingeniería Mecatrónica Engineering (estudiante), Suecia
- Johan Juhlén, MSc en Ingeniería Mecatrónica (estudiante), Suecia
- Johan Thelander, MSc en Ingeniería Mecatrónica (estudiante), Suecia
- Mattias Hedberg, MSc en Ingeniería Mecatrónica (estudiante), Suecia